# Pseudolimnophila melanura
Pseudolimnophila melanura är en tvåvingeart som beskrevs av Evgenyi Nikolayevich Savchenko 1984. Pseudolimnophila melanura ingår i släktet Pseudolimnophila och familjen småharkrankar. Inga underarter finns listade i Catalogue of Life.